# Matteo Zurloni
Matteo Zurloni (Segrate, 20 de marzo de 2002) es un deportista italiano que compite en escalada.
Ganó una medalla de oro en el Campeonato Mundial de Escalada de 2023 y una medalla de plata en el Campeonato Europeo de Escalada de 2024. Participó en los Juegos Olímpicos de París 2024, ocupando el sexto lugar en la prueba de velocidad.

## Palmarés internacional
| Campeonato Mundial | Campeonato Mundial | Campeonato Mundial | Campeonato Mundial |
| Año                | Lugar              | Medalla            | Prueba             |
| ------------------ | ------------------ | ------------------ | ------------------ |
| 2023               | Berna (Suiza)      | Medalla de oro     | Velocidad          |
| Campeonato Europeo |                    |                    |                    |
| Año                | Lugar              | Medalla            | Prueba             |
| 2024               | Villars (Suiza)    | Medalla de plata   | Velocidad          |